# Fenix-Deceuninck
El Fenix-Deceuninck (código UCI: FED) es un equipo ciclista femenino de Bélgica de categoría UCI Women's WorldTeam, máxima categoría femenina del ciclismo en ruta a nivel mundial.

## Historia
El equipo inicio en el año 2020 participando en las disciplinas de Ciclismo en ruta en el calendario UCI Team Femenino, y en la disciplina de ciclocrós en el calendario femenino europeo para esta modalidad.

## Material ciclista
El equipo utiliza bicicletas Cervélo Cycles y componentes Shimano.

## Clasificaciones UCI
Las clasificaciones del equipo y de su ciclista más destacado son las siguientes:
| Temporada | Clasificación por equipos | Mejor corredora | Posición |
| 2021      |                           | Bandera de ?    |          |

## Palmarés
Para años anteriores véase: Palmarés del Fenix-Deceuninck.

### Palmarés 2025

#### UCI WorldTour Femenino
| Fechas      | Carreras      | Ganadora      |
| 23 de abril | Flecha Valona | Puck Pieterse |

#### UCI ProSeries Femenino
| Fechas      | Carreras             | Ganadora       |
| 12 de marzo | Gran Premio Oetingen | Julie De Wilde |

#### Calendario UCI Femenino
| Fechas | Carreras | Ganadora |

#### Campeonatos nacionales
| Fechas      | Carreras                                 | Ganadora                |
| 27 de junio | Campeonato de Austria Contrarreloj (CRI) | Christina Schweinberger |
| 29 de junio | Campeonato del Reino Unido en Ruta       | Millie Couzens          |

## Plantillas
Para años anteriores, véase Plantillas del Fenix-Deceuninck

### Plantilla 2024
| Integrantes del equipo 2024 | Integrantes del equipo 2024 | Integrantes del equipo 2024          | Integrantes del equipo 2024 |
| Corredor                    | Fecha de nacimiento         | Equipo previo                        |                             |
| --------------------------- | --------------------------- | ------------------------------------ | --------------------------- |
| Ceylin del Carmen Alvarado  | 6 de agosto de 1998         | Fenix-Deceuninck (2024)              |                             |
| Sanne Cant                  | 8 de octubre de 1990        | Fenix-Deceuninck (2024)              |                             |
| Millie Couzens              | 29 de octubre de 2003       |                                      |                             |
| Julie De Wilde              | 8 de diciembre de 2002      | Fenix-Deceuninck (2023)              |                             |
| Yara Kastelijn              | 9 de agosto de 1997         | Fenix-Deceuninck (2023)              |                             |
| Evy Kuijpers                | 15 de febrero de 1995       | Human Powered Health (2022)          |                             |
| Greta Marturano             | 14 de junio de 1998         | Top Girls Fassa Bortolo (2022)       |                             |
| Puck Pieterse               | 13 de mayo de 2002          | Fenix-Deceuninck (2023)              |                             |
| Pauliena Rooijakkers        | 12 de mayo de 1993          | Canyon-SRAM Racing (2023)            |                             |
| Carina Schrempf             | 16 de octubre de 1994       |                                      |                             |
| Christina Schweinberger     | 29 de octubre de 1996       | Multum Accountants (2022)            |                             |
| Petra Stiasny               | 10 de septiembre de 2001    | Roland Cogeas-Edelweiss Squad (2022) |                             |
| Marthe Truyen               | 30 de septiembre de 1999    | Fenix-Deceuninck (2023)              |                             |
| Cecilia van Zuthem          | 27 de noviembre de 2003     | WV Schijndel (2022)                  |                             |
| Annemarie Worst             | 19 de diciembre de 1995     |                                      |                             |
| Sophie Wright               | 15 de marzo de 1999         | UAE Team ADQ (2022)                  |                             |
| Inge van der Heijden        | 12 de agosto de 1999        | Fenix-Deceuninck (2023)              |                             |
| Flora Perkins               | 16 de septiembre de 2003    | Fenix-Deceuninck Continental (2023)  |                             |
| Aniek van Alphen            | 1 de febrero de 1999        | Fenix-Deceuninck Continental (2023)  |                             |
|                             |                             |                                      |                             |
| Fuente: ProCyclingStats     |                             |                                      |                             |